# Aurlandsvangen
Aurlandsvangen este o localitate din comuna Aurland, provincia Sogn og Fjordane, Norvegia, cu o suprafață de 0,73 km² și o populație de 777 locuitori (2013).